# Acacia wetarensis
Acacia wetarensis é uma espécie de leguminosa do gênero Acacia, pertencente à família Fabaceae.